# Hydriris
Hydriris là một chi bướm đêm thuộc họ Crambidae.

## Các loài
- Hydriris angustalis Snellen, 1895
- Hydriris aonisalis (Walker, 1859)
- Hydriris bornealis (C. Felder, R. Felder & Rogenhofer in C. Felder, R. Felder & Rogenhofer, 1875)
- Hydriris chalybitis Meyrick, 1885
- Hydriris ornatalis (Duponchel, 1832)